# Maarten Wynants
Maarten Wynants (ur. 13 maja 1982 w Hasselt) – belgijski kolarz szosowy.
4 kwietnia 2021, startem w Ronde van Vlaanderen, zakończył karierę sportową.

## Osiągnięcia
Opracowano na podstawie:

2004
- 1. miejsce w mistrzostwach Belgii U23 (start wspólny)

2005
- 3. miejsce w Hel van het Mergelland

2007
- 3. miejsce w Halle–Ingooigem

2008
- 1. miejsce na 1. etapie Tour of Qatar (jazda drużynowa na czas)
- 3. miejsce w Trofeo Sóller

2011
- 1. miejsce na 1. etapie Tirreno-Adriático (jazda drużynowa na czas)

2012
- 3. miejsce w Tour de l’Eurométropole

2013
- 2. miejsce w Trofeo Playa de Palma-Palma

2017
- 3. miejsce w Omloop Mandel-Leie-Schelde
- 2. miejsce w Omloop van het Houtland

2018
- 3. miejsce w Hammer Limburg (drużynowo)
- 1. miejsce na 5. etapie Tour of Britain (jazda drużynowa na czas)

2019
- 1. miejsce w Hammer Stavanger (drużynowo)

## Rankingi
| Rok             | 2005 | 2006 | 2007 | 2008 | 2009 | 2010 | 2011 | 2012 | 2013 | 2014 | 2015 | 2016 | 2017 | 2018 | 2019  | 2020  | 2021  |
| --------------- | ---- | ---- | ---- | ---- | ---- | ---- | ---- | ---- | ---- | ---- | ---- | ---- | ---- | ---- | ----- | ----- | ----- |
| UCI ProTour     | -    | -    | 162. | -    |      |      |      |      |      |      |      |      |      |      |       |       |       |
| UCI World Tour  |      |      |      |      |      |      | -    | 187. | -    | -    | -    | -    | 324. | 246. |       |       |       |
| World Ranking   |      |      |      |      |      |      |      |      |      |      |      | 554. | 378. | 787. | 1167. | 1447. | 1819. |
| UCI Europe Tour | 332. | 658. |      |      |      |      |      |      |      |      |      | 611. | 221. | 826. | 822.  | 1086. | 1250. |
| UCI Asia Tour   | -    | -    |      |      |      |      |      |      |      |      |      | 462. | -    | 494. |       |       |       |
|                 |      |      |      |      |      |      |      |      |      |      |      |      |      |      |       |       |       |
| Źródło: UCI     |      |      |      |      |      |      |      |      |      |      |      |      |      |      |       |       |       |